# Língua wolaytta

Mapa mostrando a distribuição dos principais grupos pertencentes à família linguística omótica. Dados de acordo com: Richard Hayward (ed.), Omotic Language Studies, Londres: School of Oriental and African

Wolaytta (Wolaitta, Wolaita, Wolayta ou Welayta) é uma língua omótica setentrional do grupo das línguas ometo falada na zona de Wolaita e em algumas outras áreas da Região das Nações, Nacionalidades e Povos do Sul na Etiópia. A quantidade de falantes é estimada em cerca de 1,5 milhões de pessoas (1991 UBS), sendo a língua nativa do povo Welayta.
As estimativas da população são muito variáveis, pois é difícil a determinação dos limites da língua e também há dúvidas acerca do quão grande é o uso do Wolaytta. Ethnologue identifica somente uma pequena região dialetal, em Zala. Porém, outros linguístas consideram  que as línguas Melo [mfx], Dorze [doz], Oyda [oyd] e Gofa-Dawro [gmo] possam ser também dialetos do wolaytta, as quais para Ethnologue e ISO 639-3 são línguas diferentes, o que também é reconhecido pelas comunidades locais.

## História
Wolaytta  já tinha sua forma escrita desde os anos 40 (séc. XX), quando uma missão no Sudão criou-lhe um alfabeto, sistema esse que foi revisado por uma equipe liderada pelo Dr. Bruce Adams. O Novo Testamento e toda a Bíblia já estavam traduzidos em 2002. 
A junta militar Derga da Etiópia reconheceu a língua na sua campanha de alfabetização (1979-91), antes de criar outras línguas para o sul do país. O orgulho dos Welaytta em relação à sua escrita e à sua língua levou a hostilidades em 1998, quando o governo etíope quis distribuir livros escolares escritos em Wegagoda (língua artificial  criada com base no Wolaytta misturado com outras línguas próximas). Com isso, os livros escritos em  Wegagoda foram recolhidos e substituídos por os em Wolaytta.

## Outros nomes
A língua wolaytta tem outros nomes, tais como Balta, Borodda, Ganta, Otschollo, Uba, Ometo, Ualamo, Uollamo, Walamo, Wallamo, Welamo, Wellamo, Wolaita, Wolaitta, Wolataita, Wolayta,  Wollamo.

## Falantes
Conforme o Censo de 1994 da Etiópia, havia 1,23 milhões de falantes da língua, dos quais cerca de um milhão eram monolíngües, havendo 90 mil que a usavam como segunda língua. Menos de 5% são alfabetizados na língua e são 30% dos que a têm com 2ª língua. São praticantes do cristianismo e de religiões animistas.

## Status
A língua wolaytta é oficial na zona Welayta da Etiópia. Ethnologue avalia entre 5% a 25% da população como alfabetizados na língua, sendo que partes da Bílbia já foram traduzidas em 1934 e o Novo Testamento em 1981 e toda a bíblia em 2002.

## Similaridade linguística
A língua tem similaridade com as seguintes línguas da região:
- Gamo-Gofa-Dawro - 79% a 93%
- Kullo - 80%
- Korze - 80%
- Koorete 48%
- Maale - 43%

## Escrita
- O Wolaytta usa o alfabeto  latino numa forma com as vogais tradicionais com ou sem o acento agudo;
- as consoantes não incluem F, Q, V, X; porém, apresentam-se as formas Nh, Sh, Th e o 7;
- Algumas consoantes têm sons ligeiramente diversos se forem usadas letras maiúsculas ou minúsculas: C, D, K, L, M, N, P, T.

## Fonologia

### Consoantes
Wakasa (2008) identificou os seguintes fonemas consoantes do Wolaytta. Os itens entre colchetes ([]) são do alfabeto prático de Wakasa, onde diferem dos símbolos IPA:
|                |                | Bilabial  | Dental            | Palatal | Velar  | Glotal    |
| -------------- | -------------- | --------- | ----------------- | ------- | ------ | --------- |
| Nasal oclusiva | Nasal oclusiva | m, mˀ ⟨M⟩ | n, nˀ ⟨N⟩         |         |        |           |
| Plosiva        | surda          | p         | t                 |         | k      | ʔ ⟨7⟩     |
| Plosiva        | sonora         | b         | d                 |         | ɡ      |           |
| Plosiva        | ejetiva        | pʼ ⟨P⟩    | tʼ ⟨T⟩, ɗ (?) ⟨D⟩ |         | kʼ ⟨K⟩ |           |
| Africada       | surda          |           |                   | tʃ ⟨c⟩  |        |           |
| Africada       | sonora         |           |                   | dʒ ⟨j⟩  |        |           |
| Africada       | ejetiva        |           |                   | tʃʼ ⟨C⟩ |        |           |
| Fricativa      | surda          |           | s                 | ʃ ⟨sh⟩  |        | h, h̃ ⟨nh⟩ |
| Fricativa      | sonora         |           | z                 | ʒ ⟨zh⟩  |        |           |
| Aproximante    | Aproximante    |           | l lˀ ⟨L⟩          | j ⟨y⟩   | w      |           |
| Rótica         | Rótica         |           | r                 |         |        |           |

Duas das consoantes merecem uma análise adicional:
- o som ⟨nh⟩ é descrito  por Wakasa (2008:44) como “glotal-fricativo-nasalizado”, sendo é extremamente raro, usado em uma palavra comum, numa interjeição e em dois nomes próprios.
- O som consoante representado por ⟨D⟩ é objeto de uma disputa: Adams (1983:48) e Lamberti mais Sottile (1997:23, 25-26) defendem que seja ”implosivo”, talvez algo como [ɗ ].  Já Wakasa (2008:62) nega essa característica implosiva e chama de “glotalizado” o som dessa letra.

### Vogais
Wolaytta apresenta cinco vogais, que podem ser longas ou curtas.
|         | Anterior | Central | Posterior |
| Fechada | i, iː    |         | u, uː     |
| Média   | e, eː    |         | o, oː     |
| Aberta  |          | a, aː   |           |

## Gramática

### Ordem das palavras
Conforme ocorre com outras das línguas omóticas, o Wolaytta tem SOV (Sujeito-Objeto-Verbo) como a ordem básica das palavras. Ver exemplos :
| na7-ái                       | 7iss-í   | maTááp-aa       | shamm-íis.        |
| criança-NOM.M.SG.            | uma-OBL. | livro-ABS.M.SG. | comprar-PF.3M.SG. |
| 'O menino comprou um livro.' |          |                 |                   |

Há frases preposicionais, que precedem o verbo (Wakasa 2008:1042):
| ta-7ish-ái                                           | maTááp-aa       | ba-lágg-iya-ppe                | taLL-íis.           |
| meu irmão-NOM.M.SG.                                  | livro-ABS.M.SG. | seu próprio amigo-OBL.M.SG.-de | emprestar-PF.3M.SG. |
| 'Meu irmão pegou emprestado um livro do amigo dele.' |                 |                                |                     |

Substantivos (NOM) usados como adjetivos precedem o  substantivo que modificam (Wakasa 2008:1044)
| ló77-o                  | dé7-uwa       | de7-áis.        |
| bom(boa)-OBL            | vida-ABS.M.SG | viver-IMPF.1SG. |
| 'Ei vivo uma boa vida.' |               |                 |

Numerais precedem os substantivos que quantificam (Wakasa 2008:1045)
| na7-ái                        | naa77-ú  | máCC-a       | 7as-atá       | be7-íis.      |
| criança-NOM.M.SG              | dois-OBL | feminino-OBL | pessoa-ABS.PL | ver-PF.3M.SG. |
| 'O menino viu duas mulheres.' |          |              |               |               |